# 11844 Оствальд
11844 Оствальд (11844 Ostwald) — астероїд головного поясу, відкритий 22 серпня 1987 року.
Тіссеранів параметр щодо Юпітера — 3,178.